# گولی المو برتزی
گولی المو برتزی (به ایتالیایی: Guglielmo Brezzi) بازیکن فوتبال و اهل ایتالیا است که از سال ۱۹۲۰ میلادی عضو تیم ملی فوتبال ایتالیا بوده و در ۸ بازی ملی حضور داشته‌است. او در بازی‌های ملی‌اش ۵ گل به ثمر رساند.
جوجلیلمو برزی آخرین بازی ملی خود را در سال ۱۹۲۳ میلادی انجام داد.